# Pilophorus acicularis
Pilophorus acicularis é uma espécie de líquen pertencente à família Cladoniaceae [en].
Apresenta partes do talo tanto crostosas (semelhantes a uma crosta) quanto fruticosas (semelhantes a arbustos). O líquen inicia como uma crosta granular na superfície da rocha e desenvolve talos fruticosos, ou pseudopodécios, de até 3 cm de altura e cerca de 1 mm de espessura, com apotécios pretos arredondados nas extremidades. Os talos são eretos e curvados, parecendo penteados. Ele cresce diretamente em rochas silicatadas, formando aglomerados densos. É encontrado na costa oeste da América do Norte até o Alasca e no leste da Eurásia. Além de algas verdes, o líquen contém cianobactérias que contribuem para a fertilidade do solo por meio da fixação de nitrogênio.
Foi originalmente descrito em 1803 e transferido para o gênero Pilophorus em 1857.

## Taxonomia e filogenia
A espécie foi descrita pela primeira vez em 1803 como Baeomyces acicularis pelo botânico sueco e "pai da liquenologia" Erik Acharius.

O táxon foi transferido para vários gêneros nas décadas seguintes, resultando em vários sinônimos, incluindo Cenomyces acicularis (por Acharius em 1810), Cladonia acicularis (Elias Magnus Fries em 1831) e Stereocaulon aciculare (Edward Tuckerman em 1845). O filho de Elias Fries, Thore Magnus Fries, transferiu a espécie para o gênero recém-criado Pilophorus em 1857. William Nylander também publicou a combinação Pilophorus acicularis em 1857, mas análises posteriores sugeriram que a combinação de Fries foi publicada primeiro, e, sob o Princípio de Prioridade, a citação correta da espécie é Pilophorus acicularis (Ach.) Th.Fr. (1857).
|  | \| \| Cladonia bellidiflora (Cladoniaceae) \| \| \| \| \| \| Pilophorus acicularis (Cladoniaceae) \| \| \| \| |
|  | |
|  | Stereocaulon ramulosum (Stereocaulaceae)                                                                      |
|  | |
|  | Cladonia bellidiflora (Cladoniaceae)                                                                          |
|  | |
|  | Pilophorus acicularis (Cladoniaceae)                                                                          |
|  | |

|  | Cladonia bellidiflora (Cladoniaceae) |
|  |                                      |
|  | Pilophorus acicularis (Cladoniaceae) |
|  |                                      |

|  | \| \| Cladonia bellidiflora (Cladoniaceae) \| \| \| \| \| \| Pilophorus acicularis (Cladoniaceae) \| \| \| \| |
|  | |
|  | Stereocaulon ramulosum (Stereocaulaceae)                                                                      |
|  | |
|  | Cladonia bellidiflora (Cladoniaceae)                                                                          |
|  | |
|  | Pilophorus acicularis (Cladoniaceae)                                                                          |
|  | |

|  | Cladonia bellidiflora (Cladoniaceae) |
|  |                                      |
|  | Pilophorus acicularis (Cladoniaceae) |
|  |                                      |

|  | \| \| Cladonia bellidiflora (Cladoniaceae) \| \| \| \| \| \| Pilophorus acicularis (Cladoniaceae) \| \| \| \| |
|  | |
|  | Stereocaulon ramulosum (Stereocaulaceae)                                                                      |
|  | |
|  | Cladonia bellidiflora (Cladoniaceae)                                                                          |
|  | |
|  | Pilophorus acicularis (Cladoniaceae)                                                                          |
|  | |

|  | Cladonia bellidiflora (Cladoniaceae) |
|  |                                      |
|  | Pilophorus acicularis (Cladoniaceae) |
|  |                                      |

|  | \| \| Cladonia bellidiflora (Cladoniaceae) \| \| \| \| \| \| Pilophorus acicularis (Cladoniaceae) \| \| \| \| |
|  | |
|  | Stereocaulon ramulosum (Stereocaulaceae)                                                                      |
|  | |
|  | Cladonia bellidiflora (Cladoniaceae)                                                                          |
|  | |
|  | Pilophorus acicularis (Cladoniaceae)                                                                          |
|  | |

|  | Cladonia bellidiflora (Cladoniaceae) |
|  |                                      |
|  | Pilophorus acicularis (Cladoniaceae) |
|  |                                      |

|  | \| \| Cladonia bellidiflora (Cladoniaceae) \| \| \| \| \| \| Pilophorus acicularis (Cladoniaceae) \| \| \| \| |
|  | |
|  | Stereocaulon ramulosum (Stereocaulaceae)                                                                      |
|  | |
|  | Cladonia bellidiflora (Cladoniaceae)                                                                          |
|  | |
|  | Pilophorus acicularis (Cladoniaceae)                                                                          |
|  | |

|  | Cladonia bellidiflora (Cladoniaceae) |
|  |                                      |
|  | Pilophorus acicularis (Cladoniaceae) |
|  |                                      |

|  | \| \| Cladonia bellidiflora (Cladoniaceae) \| \| \| \| \| \| Pilophorus acicularis (Cladoniaceae) \| \| \| \| |
|  | |
|  | Stereocaulon ramulosum (Stereocaulaceae)                                                                      |
|  | |
|  | Cladonia bellidiflora (Cladoniaceae)                                                                          |
|  | |
|  | Pilophorus acicularis (Cladoniaceae)                                                                          |
|  | |

|  | Cladonia bellidiflora (Cladoniaceae) |
|  |                                      |
|  | Pilophorus acicularis (Cladoniaceae) |
|  |                                      |

|  | \| \| Cladonia bellidiflora (Cladoniaceae) \| \| \| \| \| \| Pilophorus acicularis (Cladoniaceae) \| \| \| \| |
|  | |
|  | Stereocaulon ramulosum (Stereocaulaceae)                                                                      |
|  | |
|  | Cladonia bellidiflora (Cladoniaceae)                                                                          |
|  | |
|  | Pilophorus acicularis (Cladoniaceae)                                                                          |
|  | |

|  | Cladonia bellidiflora (Cladoniaceae) |
|  |                                      |
|  | Pilophorus acicularis (Cladoniaceae) |
|  |                                      |

|  | \| \| Cladonia bellidiflora (Cladoniaceae) \| \| \| \| \| \| Pilophorus acicularis (Cladoniaceae) \| \| \| \| |
|  | |
|  | Stereocaulon ramulosum (Stereocaulaceae)                                                                      |
|  | |
|  | Cladonia bellidiflora (Cladoniaceae)                                                                          |
|  | |
|  | Pilophorus acicularis (Cladoniaceae)                                                                          |
|  | |

|  | Cladonia bellidiflora (Cladoniaceae) |
|  |                                      |
|  | Pilophorus acicularis (Cladoniaceae) |
|  |                                      |

O gênero Pilophorus foi considerado, até recentemente, como parte da família Stereocaulaceae por alguns autores. Análises de sequências de rDNA da subunidade pequena mostraram que P. acicularis é mais próximo da família Cladoniaceae do que da Stereocaulaceae.
O epíteto específico aciculare deriva do latim acicularis, que significa "semelhante a uma agulha".

## Descrição
O talo é o corpo vegetativo de um líquen que contém o micobionte (fungo) e o fotobionte (algas e/ou cianobactérias). Em P. acicularis, o talo primário (thallus horizontalis) é espalhado como uma crosta granular na superfície do substrato. É verde-claro quando jovem, tornando-se cinza com o tempo ou quando seco. Os pseudopodécios (extensões verticais do talo feitas de tecido vegetativo) variam de 0,5 a 3 cm de altura e cerca de 1 mm de espessura, crescendo em aglomerados densos. A maioria dos pseudopodécios é não ramificada ou bifurcada em dois ramos, com os talos curvados, parecendo penteados; menos frequentemente, são eretos como pinos, com até 1 cm de altura. Alguns espécimes são altamente ramificados na parte superior dos pseudopodécios, assemelhando-se a Pilophorus robustus, embora essa morfologia seja incomum. Internamente, os pseudopodécios são sólidos quando jovens, tornando-se ocos com a idade, e são compostos por hifas longas, finas e altamente gelatinizadas com cavidades estreitas de cerca de 0,5 μm de largura. A parte inferior dos pseudopodécios mais velhos torna-se enegrecida internamente. A camada algal não é contínua — contrastando com espécies de líquens cujos talos se estratificam em tipos de tecidos distintos, incluindo uma camada de fotobionte — e ocorre com o micobionte na forma de grânulos. Esses grânulos podem estar ausentes em algumas partes da superfície do talo. Picnídios (estruturas em forma de frasco, semelhantes a peritécios, nas quais são produzidos conídios) ocorrem nas extremidades de pseudopodécios estéreis pequenos ou nas extremidades de ramos laterais pequenos de pseudopodécios mais velhos.

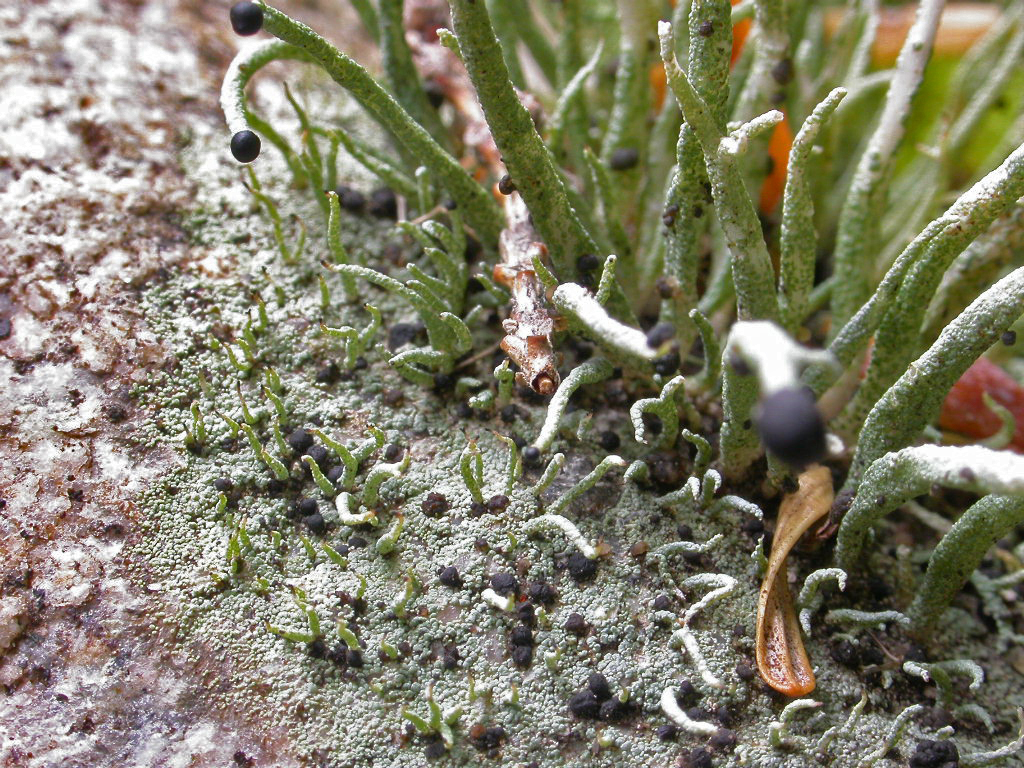
Um talo crostoso e pseudopodécios em desenvolvimento são visíveis ao lado de pseudopodécios mais altos e maduros.

Os conidióforos de P. acicularis têm 30 μm de comprimento e são não ramificados. Eles possuem conídios terminais em forma de foice que medem 6 por 1 μm. Os apotécios (estruturas reprodutivas cobertas por ascos produtores de esporos) são abundantes, geralmente com um ou vários nas extremidades dos pseudopodécios. São pretos, hemisféricos ou aproximadamente triangulares, e medem até 1,5 mm de diâmetro. O himênio (a camada fértil portadora de esporos que contém os ascos) tem até 240 μm de espessura, e cerca de dois terços dele são pigmentados; a parte inferior do himênio é estéril, consistindo apenas de paráfises. Os ascos contêm oito esporos. Os esporos são arredondados quando jovens, tornando-se fusiformes quando maduros, com dimensões de 21,0–29,5 por 4,5–5,5 μm. O tecido generativo (hifas que eventualmente formam o talo) é densamente entrelaçado com células curtas e largas que possuem grandes cavidades. O tecido generativo é pigmentado de preto-marrom, com a cor mais intensa abaixo das paráfises, diminuindo em direção à região do talo.
Pilophorus acicularis é um líquen tripartido — contendo um fungo, uma alga verde e uma cianobactéria. Cefalódios (agregações liquenizadas de cianobactérias fixadoras de nitrogênio) estão presentes no talo primário; cefalódios menores também estão nos pseudopodécios. Hemisféricos a de forma irregular e de cor marrom-clara a escura, eles contêm espécies do gênero Nostoc. O fotobionte algal verde associado a P. acicularis é Asterochloris magna (anteriormente Trebouxia magna).

### Espécies semelhantes
Pilophorus acicularis pode ser distinguida de espécies semelhantes por seus pseudopodécios altos. Pode ser confundida com P. robustus, especialmente em material do Alasca, onde ambas as espécies ocorrem juntas. Geralmente, a ramificação diferente (umbelada em P. robustus versus dicotômica em P. acicularis) e a ausência de uma columela (uma estrutura interna em forma de coluna) em seções longitudinais dos pseudopodécios de P. acicularis facilitam a distinção entre as duas.
Pilophyllus clavatus, uma espécie encontrada no oeste da América do Norte, Japão, Taiwan e Coreia do Sul, assemelha-se a P. acicularis, mas possui pseudopodécios muito mais curtos — de até 1,5 cm de comprimento.

## Habitat e distribuição
O líquen geralmente cresce em rochas silicatadas, raramente em madeira em decomposição. É encontrado em sombra parcial em aberturas de florestas úmidas de baixa a média elevação e frequentemente em cortes rochosos de estradas. Líquens com cefalódios são capazes de fixar nitrogênio, contribuindo com nitrogênio para o ecossistema.
P. acicularis é provavelmente a espécie mais abundante do gênero. A maioria dos espécimes foi encontrada na costa oeste da América do Norte, até o Alasca, mas é relatada com maior frequência na Colúmbia Britânica e em Washington. A espécie é encontrada na China, Japão, e Taiwan, e também foi relatada no Ártico russo. Em geral, P. acicularis parece preferir um clima oceânico sem temperaturas extremamente baixas, pelo menos em comparação com outras espécies do gênero. Essa suposição é apoiada pelo fato de que P. acicularis é encontrada mais ao sul do que todas as outras espécies e é menos frequente no norte do Alasca, onde, por exemplo, P. robustus e P. vegae são mais comuns. P. acicularis é rara a leste das Montanhas Rochosas.